# Коломак (станція)
Коло́мак — проміжна залізнична станція 4-го класу Сумської дирекції Південної залізниці Полтавського напрямку на лінії Люботин — Полтава між зупинними пунктами 80 км та Іскрівка. Розташована у селі Шелестове Богодухівського району та поблизу смт Коломак. Це крайня станція цієї гілки у Харківській області.
Відстань до станції Харків-Пасажирський — 83 км. 

## Пасажирське сполучення
На станції зупиняються деякі пасажирські поїзди далекого сполучення.
Приміське сполучення здійснюється електропоїздами Полтава — Огульці — Харків
(в Огульцях узгоджена пересадка). Проте курсує електропоїзд, яким є можливість доїхати без пересадки від станції Огульці до станції Гребінка.

## Галерея
|  |
|  |

|  |
|  |

|  |
|  |

|  |
|  |

|  |
|  |